# Jorge "Toro" Quevedo
Jorge Cándido Quevedo (Río Cuarto, Córdoba, 16 de septiembre de 1956), conocido artísticamente como El Toro Quevedo, es un cantante y compositor argentino de cuarteto. Fue integrante de grupos como Los Laras y Chébere y ha desarrollado una carrera en solitario con más de cuarenta discos editados.

## Biografía
Nació en Río Cuarto, en la provincia de Córdoba, en una familia de clase trabajadora. Su padre fue ferroviario y su madre empleada de comercio. Desde niño mostró interés por la música, influenciado por el tango y por artistas como Nino Bravo y Tom Jones. En su juventud trabajó en distintos oficios, incluyendo tareas en una bulonería, como sereno ferroviario y empleado en el Banco Provincia de Córdoba.
Su carrera comenzó como cantante de tangos en clubes locales y luego en bares, donde interpretaba repertorio melódico. En los años 80 se unió al grupo Los Laras, primero como locutor y luego como cantante principal.
En 1987, tras una audición con Ángel “El Negro” Videla y Eduardo “Pato” Lugones, se incorporó a la banda de cuarteto Chébere. Permaneció en la agrupación durante una década. Puso su voz en temas como “Septiembre”, "Porque Se Acaba El Amor", "Leña Seca", "Cuando Agosto Era 21", "Sueño Contigo" y “Soldado del amor”, considerados clásicos del repertorio del grupo.
En 1996 inició su carrera como solista, en la que desarrolló un estilo que fusiona lo melódico con el ritmo característico del cuarteto. Ha publicado más de cuarenta discos y abrió conciertos de artistas internacionales como Marco Antonio Solís, Julio Iglesias y Chayanne.
En 2021 superó una grave complicación de salud a causa del COVID-19.

## Reconocimientos
En 2023 obtuvo un reconocimiento honorífico por su trayectoria en los Premios CIEyA a la Música de Córdoba.
En 2024 fue distinguido por la Legislatura de la Provincia de Córdoba como “Embajador de la Cultura y la Música de la Ciudad”, en reconocimiento a su trayectoria y aporte a la música popular cordobesa.
Ese mismo año también recibió el premio “Jerónimo Luis de Cabrera”, el máximo galardón otorgado por la Municipalidad de Córdoba a personalidades destacadas de la cultura, y fue nominado a los Premios Carlos en la categoría Mejor Cantante Solista.

## Estilo Musical
El Toro Quevedo es conocido por su voz potente, con registros que van desde barítono hasta tenor dramático. Su repertorio combina cuarteto tradicional con influencias melódicas y pop. Ha realizado tributos a sus referentes, incluyendo versiones de Frank Sinatra, Luis Alberto Spinetta y Nino Bravo, a quien le ha dedicado un álbum doble.

## Discografía destacada

### Con Los Laras
- 1985 – Los Laras

### Con Chébere
- 1988 – Volumen 12
- 1988 – Siempre cae bien
- 1989 – 15 Años
- 1989 – Tengo esperanza
- 1990 – 25 Rosas
- 1991 – Leña seca
- 1991 – A contramano
- 1992 – En carne viva
- 1992 – 24 Enganchados
- 1993 – En Hollywood
- 1994 – Chébere en la Vieja Usina
- 1994 – A.C.E. '94
- 1995 – Si yo fuera él

### Como solista
- 1996 – Corazón de fuego
- 1997 – Me engañaste tú
- 1998 – Ra Pa Pa
- 2000 – Mi mayor venganza
- 2002 – Contra viento y marea
- 2004 – Sintiéndome vivo
- 2005 – La historia
- 2005 – Por siempre...
- 2007 – 10 años: Tú y yo
- 2008 – Contigo hasta el fin
- 2009 – Inmortal
- 2010 – Déjame intentar
- 2011 – Inconfundible
- 2012 – Dame una razón
- 2013 – Qué vueltas da la vida
- 2015 – Tributo a Nino Bravo / A mi manera
- 2017 – Siempre estoy
- 2022 – Abrázame

### Álbumes en vivo
- 2005 – En vivo en 3 de Febrero
- 2008 – En vivo en Arroyo Cabral
- 2010 – En vivo en Viedma
- 2011 – En vivo en Orfeo (14 años)